# Талоза
Талозата е алдохексоза - монозахарид изграден от шест въглеродни атома и алдехидна функционална група. Тя не се среща в придодата. Разтворима е във вода и слабо в етанол.
Талозата е C-2 епимер на галактозата.
Подобно на другите хексози талозата във воден разтвор образува пръстени форми.
| D-Талоза              | D-Талоза              | D-Талоза              |
| Линейна форма         | Пръстена форма        | Пръстена форма        |
| --------------------- | --------------------- | --------------------- |
|                       | α-D-Талофураноза 20 % | β-D-Талофураноза 11 % |
| α-D-Талопираноза 40 % | β-D-Талопираноза 29 % |                       |